# Mikaelah Drullard
Mikaelah Drullard Márquez es una mujer transactivista, escritora afrodescendiente y anticolonial. 
Forma parte de la agrupación AFROntera Cimarrona y el proyecto educativo DécimaOla. Además, es la responsable de la edición del Podcast antirracista Café Marika y Pájaro Negro.
Formalizó su transición el 24 de junio de 2022.

## Biografía

### Infancia
Su padre trabajaba como camarero en Samaná y su madre, María Estela "Juanita" Márquez, se encargaba de protegerla cuando su padre la amenazaba.
Mikaelah retrata a su lugar de origen, Santo Domingo, como un sitio fundamentalista repleto de agrupaciones evangélicas pentecostales, que desde las 6 de la mañana, tomaban control de los lugares públicos con megáfonos, bocinas y micrófonos para llevar a cabo vigilias. Se oían voces en la calle que instaban a la multitud a arrepentirse constantemente por sus faltas.

## Trayectoria
Es licenciada en Relaciones Internacionales, escritora y activista defensora de las narrativas anticoloniales, incluyentes y antiracistas. Su pensamiento se publica en  varias revistas y medios de comunicación. Tras varios años laborando en entidades sociales en México, desempeñando roles de periodista, educadora popular y redactando en revistas como, Volcánicas y Afroféminas. Además de diseñar y proponer proyectos relacionados con la libertad de expresión y las personas defensoras. Ha colaborado en el Poemario Aquelarre de Negras un poemario de Negritudes insumisas; en la Antología ¡Pájaros, Lesbianas y Queers, a volar! de Escritores Dominicanos y en el Fanzine Siete mil ríos nos comunican de la Trienal de Artes FRESTAS 2021.
Es la responsable de los podcasts Café Marika y Pájaro Negro, que se convierten en lugares de reflexión política y crítica decolonial. Además, buscan crear rutas de escape en contra de las directrices que controlan el planeta en su lógica colonial moderna. Los diálogos se centran en los procesos que experimenta el cuerpo del individuo racializado y, a menudo, sexuado, derivando en un conjunto de pensamientos sobre el racismo, la decolonialidad, el heterosexismo, la fuerza del sistema, los feminismos burgueses, la disidencia sexual y de sexo. Cree en la interdependencia entre grupos oprimidos sistémicamente haciendo una evaluación necesaria sobre privilegios, acceso a los recursos, representación y poder. Profundizando en las grietas de la interseccionalidad si esta es formulada desde una posición de poder hegemónico marcado desde el pase de blanquitud, la clase social y miles de estructuras asumidas postcoloniales, de esta forma se tiene el poder para elegir con conveniencia que sujetos oprimidos merecen consideración y que sujetos merecen mantenerse sujetos a una opresión basándose en una visión Utilitarista. 
Ser trans para mí es una forma de vivir, es una clase de facultad que me permite respirar, responder, hablar, caminar, defenderme, saberme segura. Cuando me reconocí trans, sentía que me faltaba el aire y que era ahora o nunca. Jamás había sentido tanta vulnerabilidad como cuando reconocí que soy una mujer trans afrodescendiente. Fue una vulnerabilidad extraña porque no me hacía sentir insegura, sino que venía con una fuerza enorme que puedo definir como unas inmensas ganas de vivir. Mikaelah, 2022
Asimismo, señala la necesidad de ser críticos con cualquier movimiento o teoría que se origine de la exclusión y que tenga un único sujeto protagónico. Su trabajo ha cuestionado principalmente la reproducción de los ideales de tendencias como la TERF y el esencialismo. Además, señala que el feminismo blanco solo busca que las mujeres gocen de los mismos derechos que sus iguales, sin buscar condiciones equivalentes para el resto de las personas. Su planteamiento sugiere mimetizar a los cimarrones, quienes se distinguen por su persistente resistencia a la domesticación.
Aunque cree en la interseccionalidad entre grupos oprimidos sistemicamente ha expresado y promovido desde sus redes sociales un rechazo hacia la comunidad vegana haciendo declaraciones como: "el asesinato generalizado de travestis pobres y racializados en calle... todo es fruto del racismo y la blanquitud que pernea el veganismo" y ha vinculado el veganismo con el sionismo debido al veganwashing  que el Estado sionista de Israel ha usado en los últimos diez años. Hecho que afecta seriamente a las personas veganas y activistas antiespecistas que, se estiman son el 2% de la población mundial y uno de los grupos mas marginados en la sociedad.

## Publicaciones
En su libro El feminismo ya fue, cuestiona el feminismo dominante, blanco y universal. Identifica y desafía las agresiones racistas sistémicas, la cultura de la exclusión, la representación y el feminismo autónomo. Adicionalmente, recolecta pensamientos propios, hechos a lo largo de su trayecto y el descubrimiento de metodologías.